# 維利涅 (克拉斯諾赫拉德區)
49°16′0″N 35°35′10″E / 49.26667°N 35.58611°E
維利內（烏克蘭語：Вільне）是位於烏克蘭東部的村莊，由哈爾科夫州别列斯京区的納塔利內市鎮負責管轄。該村始建於1920年，面積0.98平方公里，海拔高度157米，2001年人口88，人口密度每平方公里89.5人。